# Cebrio algerica
Cebrio algerica là một loài bọ cánh cứng trong họ Cebrionidae. Loài này được Dalla Torre miêu tả khoa học năm 1911.